# درابة منتفخة
درابة منتفخة أو درابة مثانية (الاسم العلمي: Draba vesicaria) هي نوع من النباتات تتبع جنس الدرابة من الفصيلة الكرنبية.